# Cruz Blanca Neutral

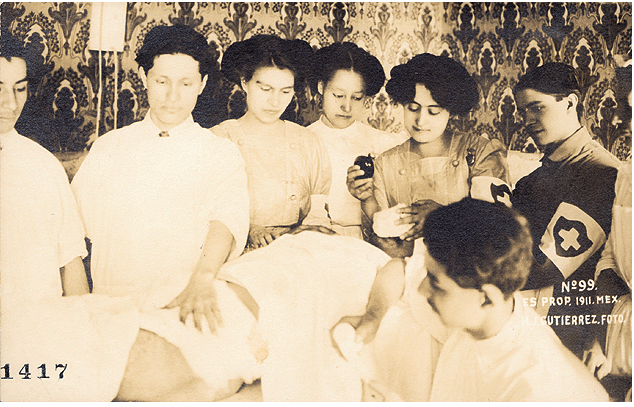
Elena Arizmendi y voluntarios de La Cruz Blanca Neutral, 1911

La Cruz Blanca Neutral fue un servicio de atención médica voluntaria establecida durante la Revolución mexicana en los tiempos de la toma de Ciudad Juárez, llevada a cabo por los rebeldes de Francisco I. Madero.
Surgió con el propósito de ofrecer socorro médico a las víctimas de la violencia en los conflictos de la frontera con los Estados Unidos y como alternativa "neutral" a la Cruz Roja Mexicana, que era porfirista. La asociación se estableció formalmente el 5 de mayo de 1912.
Después de su triunfo en Ciudad Juárez, la organización se extendió entre los 25 estados de México durante el resto de la guerra. La organización continuó semi-subvencionada por el gobierno hasta la década de 1940, cuando se convirtió en una organización que asistía niños. Sigue funcionando en la Ciudad de México.
La actual presidenta de esta organización sin fines de lucro (desde aproximadamente 2009) es María Isabel Ramos Alarcón.

## Formación
La Cruz Blanca Neutral fue un servicio de atención médica voluntaria fundada por Elena Arizmendi Mejía en el 1911. Ella atendió la School of Nursing del Hospital Santa Rosa (ahora nombrado la School of Nursing en la University of the Incarnate World) en San Antonio, Texas cuando la guerra empezó. Su escuela estaba cerca del sitio de residencia de su amigo a quien apoyaba, Francisco I. Madero, quien corrió contra Porfirio Díaz por la presidencia en 1910, y fue encarcelado por Díaz pero luego escapo hacia Texas. Reportajes sobre la guerra, bajas, y el rechazo de tratamiento de insurgentes de parte de la Red Cross causó que Arizmendi regresara a La Ciudad de México vía tren el 17 de abril del 1911. Cuando Arizmendi llegó ella organizó una junta personal con el encargado de la organización Red Cross. Cuando el encargado repitió que ellos no iban a darle atención médica a los revolucionarios, Arizmendi decidió de fundar una organización que si le iba a dar tratamiento a sus compatriotas. Su hermano Carlos, y ella congregaron estudiantes de medicina y enfermeras para la causa.
Ellos formaron una asociación bajo los lineamientos de las Geneva Conventions y Arizmendi actuó como la recaudadora de fondos, reclutando la ayuda de célebres como María Conesa, Virginia Faábregas, y Leopoldo Beristáin. Después de varios eventos de beneficencia , ellos habían recaudado suficientes fondos para un hospital de campaña y en el 11 de mayo del 1911, se fueron a Ciudad Juárez. Arizmendi y Carlos formaron la primera brigada con Dr. Ignacio Barrios, Dr. Antonio Márquez, y enfermeras María Avon, Juana Flores Gallardo, Atilana García, Elena de Lange, y Tomasa Villareal. La segunda brigada, capitaneada por Dr. Lorenzo y diez enfermeras incluyendo Inocenta Díaz, Concepción Ibáñez, Jovita Muñiz, Concepción Sánchez, María Sánchez Basilia Vélez y Antonia Zorilla, partieron hacia Juárez. Cuando llegaron a la ciudad fueron enfrentados con devastación y, otra vez, Arizmendi tuvo que recaudar fondos.

## Ciudad de Juárez
Utilizando edificios y provisiones obtenidos por los rebeldes en el Hospital de Jesús, Hospital Juárez, y los dormitorios de estudiantes médicos y farmacias, las brigadas rápidamente se pusieron a trabajar. Médicos estadounidenses de El Paso, Texas formaron el Hospital Insurrecto cerca de la frontera. La destrucción de la ciudad y los heridos redujeron las provisiones y, otra vez, Arizmendi recaudó fondos.
El Dr. Laglera, doctor homeopático, estableció el Hospital Libertad para tratar a los pacientes heridos y los que padecían del tífus. Fue asistido por varias enfermeras, incluyendo a Rebeca Guillén, Basilia Vélez, María Vélez y Antonia Zorilla, quienes habían llegado con la tercera brigada. Las enfermeras Rhoda Miller, Francés M. Readi, Teodora J. Velarde y Tomasa Villareal de la primera brigada formaron el equipo de enfermeras de cirugía. Veinte enfermeras fueron asignadas a trabajar en la Ciudad de Juárez: María Avon, Inocenta Díaz, Juana Flores Gallardo, Atilana García, Rebeca Guillén, Concepción Ibáñez, Elena de Lange, Rhoda Miller, Jovita Muñiz, Telésfora Pérez, Francés M. Readi, Amelia Rodríguez, Concepción Sánchez, María Sánchez, Teodora J. Velarde, Basilia Vélez, María Vélez, Loreto Vélez, Tomasa Villarreal y Antonia Zorilla. Las enfermeras en las enfermerías 4 y 11, en el Hospital de Insurgentes incluían a Tomasita F. de Aguirre, Esther Concha, Josefina Espalin, Guadalupe G. Vda. de Gameros, María Gaskey, Libradita Leyva, Bernardina S. de Leyva, Máxima de Martínez, Juanita Nápoles, Anita L. Robert y Adela Vásquez Schiaffino, una periodista.
La brigada viajando con Madero incluía a Manuel Realivásquez, Juan Anaya, Silvano N. Córdova, José María Delgado y Dick Brown. Finalmente, las enfermeras quienes hacían rondas en el lugar de los que se rehusaban a visitar los hospitales incluían a Guadalupe G. Vda. de Gameros, Señora Salazar de Harry, Laura Nájera de Morgan y Belem G. de Realivásquez.

## Expansión en México
El 7 de junio de 1911, hubo un temblor masivo en México y los miembros de la Cruz Blanca inmediatamente corrieron al epicentro en Iguala, Guerrero para administrar primero auxilios. Al final del año 1911, la Cruz Blanca Neutral había establecido 25 brigadas a través de México. Arizmendi fue la primera mujer elegida como socia de la Sociedad Mexicana de Geografía y Estadística, pero rechazó el honor. Sin embargo, sí aceptó la medalla de oro que le fue presentada por la Gran Liga Obrera para reconocer su dedicación a ayudar a los heridos. En 1912, Swiss Confederation of the International Red Cross (la Confederación Suiza de la Cruz Roja Internacional) le otorgaron medallas de plata a las enfermeras que sirvieron en Chihuahua, Guerrero y Morelos con la Cruz Blanca. En 1913, faccionalismo sexista dividió a los doctores que no querían seguir las órdenes de una mujer. Como consecuencia, hubo una división entre los que apoyaban a Arizmendi y los que apoyaban al Dr. Márquez. Arizmendi consultó con un abogado joven, José Vasconcelos, futuro y primer Secretario de Educación del país. Arizmendi se retiró y se mudó a Nueva York.
En 1913, Leonor Villegas de Magnón formó otra brigada que se dedicaba a proporcionar primeros auxilios a los soldados de ambos lados de la frontera entre Texas y México, cerca de Laredo, Texas. Un grupo de mujeres muy unidas y doctores estadounidenses dedicados a ayudar a los soldados heridos durante las batallas trataban a los heridos en la casa de Magnón, la cual se había convertido en una clase preescolar. Para preservar la historia de la Cruz Blanca, como también el papel que desempeñó la mujer durante la Revolución Mexicana, Magnón empleó un fotógrafo semi-oficial, nombrado Eusebio Montoya. Magnón le exigió que él no podía vender los negativos ni las fotografías. También escribió La rebelde para preservar la historia de la Cruz Blanca. Esta memoria, escrita en tercera persona, relata las actividades de la Cruz Blanca. Desafortunadamente, el manuscrito no fue publicada durante su vida por varias razones, incluyendo el papel no tradicional que desempeñó la mujer. En 1994, el manuscrito, conservado por la nieta de Magón, fue publicado por Arte Público Press. En 2004, se publicó la versión en español.

## Organización actual
Por causa de indiferencia gubernamental, Arizmendi cambió la dirección de la Cruz Blanca en 1948. Desde 1942, la única fuente de recursos vino del benefactor, Rodolfo Brito Fourcher. La Cruz Blanca aún existe en Coyoacán, alcaldía de la Ciudad de México. La institución se dedica al cuidado y rehabilitación de niños con problemas severos de malnutrición.